# بيدرو روبن ديسيما
بيدرو روبن ديسيما (بالإسبانية: Pedro Ruben Decima)‏ مواليد 10 مارس 1964 في توكومان، الأرجنتين، هو ملاكم محترف أرجنتيني معتزل بدأ مسيرته الاحترافية سنة 1984. شارك في دورة الألعاب الأولمبية الصيفية سنة 1984.

## إحصائيات
خاض خلال مسيرته 36 نزالا، فاز في 31 ولم يتعادل وخسر في 4. فاز بالضربة القاضية في 21 نزالا.

## روابط خارجية
- بيدرو روبن ديسيما على موقع بوكس ريك (الإنجليزية) (registration required)
- بيدرو روبن ديسيما على موقع أوليمبيديا (الإنجليزية)